# Joseph Maria Bonnemain
Joseph Maria Bonnemain (Barcellona, 26 luglio 1948) è un vescovo cattolico svizzero, dal 15 febbraio 2021 vescovo di Coira.

## Biografia
Joseph Maria Bonnemain è nato a Barcellona il 26 luglio 1948. Suo padre era uno svizzero originario di Les Pommerats mentre sua madre era spagnola.

### Formazione e ministero sacerdotale
Nel 1967 ha conseguito il diploma di scuola superiore in Spagna e poi si è trasferito in Svizzera per gli studi universitari. Nel 1975 ha ottenuto il dottorato in medicina presso l'Università di Zurigo. Già a Barcellona è entrato a far parte della Prelatura della Santa Croce e Opus Dei. Ha studiato filosofia e teologia a Roma dall'ottobre del 1975.
Il 15 agosto 1978 è stato ordinato presbitero nel santuario di Nostra Signora degli Angeli di Torreciudad a Secastilla dal cardinale Franz König. Tra i suoi compagni di ordinazione vi era l'attuale arcivescovo di Los Angeles José Horacio Gómez. Ha celebrato la prima messa nella chiesa di Sant'Antonio a Zurigo. Nel 1980 ha conseguito il dottorato in diritto canonico presso l'Università di Navarra a Pamplona. Parallelamente ha svolto il servizio pastorale tra gli operai e i contadini della Navarra e come assistente spirituale tra gli studenti dello stesso ateneo.
Dal 1981 ha lavorato presso la curia episcopale di Coira come giudice diocesano e dal 1982 come vice-vicario giudiziale. È stato anche assistente spirituale di due case di studenti fino al 1989. Nel 1982 si è incardinato nella Prelatura della Santa Croce e Opus Dei. Dal 1983 al 1991 è stato membro della delegazione della Santa Sede presso l'Organizzazione mondiale della sanità a Ginevra. Dal 1985 è stato cappellano dell'ospedale "Limmattal" di Schlieren, vicino a Zurigo. Nel 1989 è stato nominato vicario giudiziale della diocesi di Coira. Nel 2002 è divenuto segretario della commissione di esperti sugli abusi sessuali in ambito ecclesiale appena istituita dalla Conferenza episcopale svizzera.
Nel 2003 monsignor Amédée Grab lo ha nominato canonico residenziale del capitolo della cattedrale di Coira.
Il 7 aprile 2011 è stato nominato vicario episcopale per le Corporazioni di diritto ecclesiastico civile e per i Cantoni della diocesi. Nel 2019, con l'inizio della sede vacante è decaduto da questo ufficio ma l'amministratore apostolico Pierre Bürcher lo ha confermato nell'incarico come delegato.
Nell'ottobre del 2020 monsignor Pierre Bürcher lo ha nominato anche vicario generale regionale per i cantoni di Zurigo e Glarona.
È stato anche membro del consiglio presbiterale, membro del consiglio episcopale dal 1º luglio 2008, delegato del consiglio episcopale per il consiglio dei laici e dei diaconi  e presidente della commissione diocesana per la formazione dal 2015.
Il 24 marzo 2009 è stato nominato cappellano di Sua Santità.

### Ministero episcopale
Il 15 febbraio 2021 papa Francesco lo ha nominato vescovo di Coira. Il papa lo ha nominato dopo che il capitolo della cattedrale di Coira aveva rinunciato al diritto di eleggere il vescovo nel novembre del 2020. Dopo quasi due anni di sede vacante, è succeduto al vescovo Vitus Huonder. Durante questo periodo, la sede è stata amministrata da monsignor Pierre Bürcher, vescovo emerito di Reykjavík.
In forza del decreto Etsi salva della Congregazione Concistoriale del 28 luglio 1948, che abolisce i privilegi stabiliti dal Concordato di Vienna del 1448, nella diocesi di Coira il diritto di elezione del vescovo spetta infatti al capitolo dei canonici della cattedrale su una terna di nomi proposta dalla Santa Sede.
Secondo i resoconti dei media, il nome Bonnemain era già tra i tre candidati alle elezioni.
Da una lettera del cardinale Marc Ouellet al neo vescovo è emerso che, secondo il desiderio del papa, monsignor Bonnemain dovrebbe restare in carica per almeno cinque anni vista "la complessità della situazione in diocesi". Lo sfondo di questo chiarimento è che, secondo il Codice di diritto canonico, i vescovi cattolici devono presentare al papa le dimissioni quando raggiungono il limite di età di 75 anni.
Nel suo primo saluto alla diocesi di Coira, il nuovo vescovo ha affrontato apertamente "tensioni, divisioni, polarizzazioni" che la Chiesa non poteva più permettersi. Citando papa Francesco, Bonnemain ha parlato del bisogno giustificato di speranza e fratellanza delle persone e ha fatto appello a concentrarsi meno sugli sviluppi all'interno della Chiesa, inclusa la sua nomina, ma sui diversi bisogni degli altri esseri umani che sono sorti non da ultimo a causa dell'attuale pandemia di COVID-19.
La Conferenza episcopale svizzera ha espresso la sua gioia per la nomina di Bonnemain e lo ha ringraziato per il suo "sostegno coraggioso e prudente di 18 anni come segretario della commissione per gli abusi sessuali della Conferenza episcopale.
Il presidente della Conferenza episcopale svizzera, monsignor Felix Gmür, ha elogiato il nuovo vescovo di Coira come un ecclesiastico equilibrato "che sa integrare le opinioni".
Anche il Forum sacerdotale della diocesi di Coira si è detto "contento" della nomina di Bonnenmain e lo ha descritto come "una personalità equilibratrice e riconciliatrice che conosce molto bene la diocesi, è ben collegato anche nelle questioni del diritto canonico che ha sempre trattato da un punto di vista pastorale".
Ha ricevuto l'ordinazione episcopale il 19 marzo 2021 nella cattedrale di Santa Maria Assunta a Coira dal cardinale Kurt Koch, presidente del Pontificio consiglio per la promozione dell'unità dei cristiani, co-consacranti il vescovo emerito di Reykjavík e amministratore apostolico di Coira Pierre Bürcher e il vescovo di Basilea Felix Gmür. Durante la stessa celebrazione ha preso possesso della diocesi.
Ha dichiarato di rinunciare alla tradizione di scegliere uno stemma episcopale poiché "gli basta il segno della croce di Cristo".
Dal 1º gennaio 2025 è vicepresidente della Conferenza dei vescovi svizzeri.
Bonnemain parla catalano, spagnolo, francese, tedesco e italiano.
È appassionato di allenamento con i pesi.

## Genealogia episcopale
La genealogia episcopale è:
- Cardinale Scipione Rebiba
- Cardinale Giulio Antonio Santori
- Cardinale Girolamo Bernerio, O.P.
- Arcivescovo Galeazzo Sanvitale
- Cardinale Ludovico Ludovisi
- Cardinale Luigi Caetani
- Cardinale Ulderico Carpegna
- Cardinale Paluzzo Paluzzi Altieri degli Albertoni
- Papa Benedetto XIII
- Papa Benedetto XIV
- Papa Clemente XIII
- Cardinale Enrico Benedetto Stuart
- Papa Leone XII
- Cardinale Chiarissimo Falconieri Mellini
- Cardinale Camillo Di Pietro
- Cardinale Mieczysław Halka Ledóchowski
- Cardinale Jan Maurycy Paweł Puzyna de Kosielsko
- Arcivescovo Józef Bilczewski
- Arcivescovo Bolesław Twardowski
- Arcivescovo Eugeniusz Baziak
- Papa Giovanni Paolo II
- Cardinale Kurt Koch
- Vescovo Joseph Maria Bonnemain